# الحق في الوجود

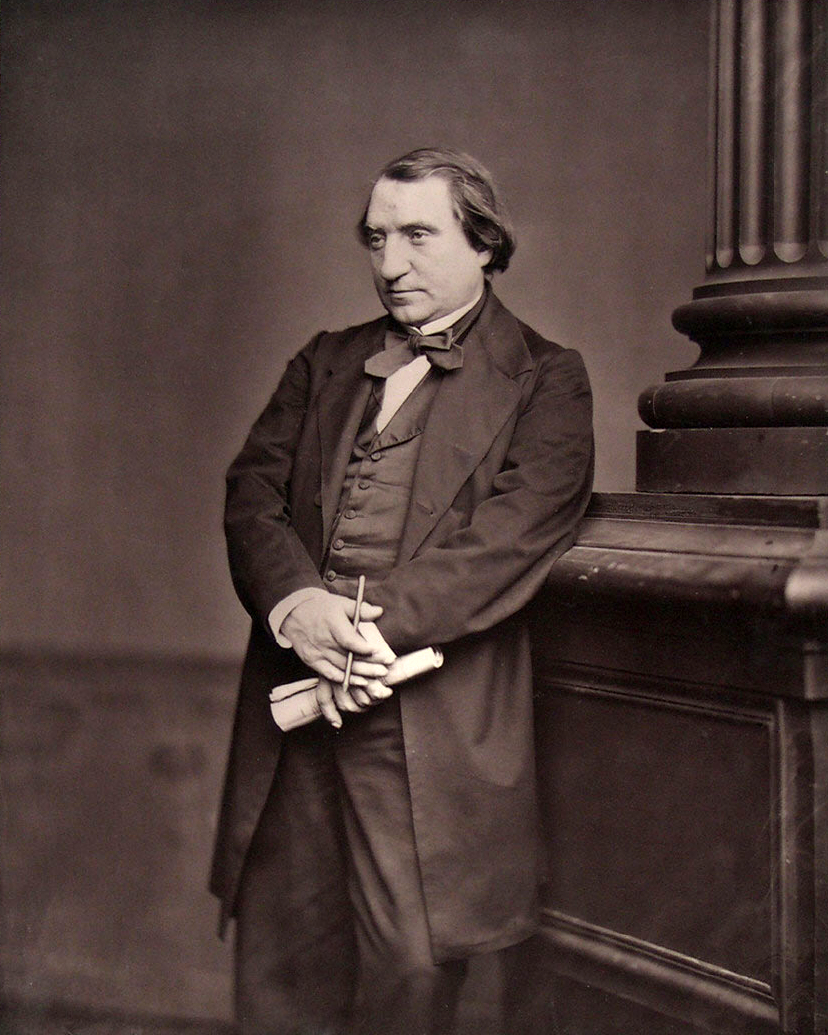

يقال إن الحق في الوجود هو سمة للأمم. وفقًا لمقال للفيلسوف الفرنسي إرنست رينان في القرن التاسع عشر، فإن للدولة الحق في الوجود عندما يكون الأفراد على استعداد للتضحية بمصالحهم الشخصية في سبيل المجتمع الذي تمثله. على عكس حق تقرير المصير، فإن الحق في الوجود هو سمة من سمات الدول وليس الشعوب. وهو ليس حقًا معترفًا به في القانون الدولي. ظهرت العبارة بشكل بارز في الصراع العربي الإسرائيلي منذ خمسينيات القرن العشرين.
يمكن موازنة الحق في وجود دولة بحكم الأمر الواقع مع حق دولة أخرى في السلامة الإقليمية. ينسب مؤيدو الحق في الوجود هذا الحق إلى «حق الوجود» الذي يُقال إنه حق أساسي للدول التي يعترف بها واضعو القانون الدولي منذ مئات السنين.

## الاستخدام التاريخي
استخدم توماس بين عبارة «الحق في الوجود» للإشارة إلى أشكال الحكومة، وناقش أن الحكومة التمثيلية لديها الحق في الوجود، أمّا الحكومة الوراثية لا تتمتع بهذا الحق. في عام 1823، دافع السير والتر سكوت عن «حق وجود الأمة اليونانية». (كان اليونانيون آنذاك يثورون ضد الحكم التركي). وفقًا لمحاضرة رينان «ما هي الأمة؟» (1882): «طالما أن هذا الوعي الأخلاقي [الذي يطلق عليه أمة] يعطي دليلًا على قوته بالتضحيات التي تطالب بالتخلّي عن الفرد لصالح المجتمع، فهو وعي مشروع وله الحق في الوجود. وإذا ظهرت شكوك بشأن حدوده، استفتِ السكان في المناطق المتنازع عليها». قال رينان إن الوجود ليس حقًا تاريخيًا، وإنما «استفتاء يومي، تمامًا مثل أن وجود الفرد هو تأكيد دائم للحياة».  استُخدمت هذه العبارة استخدامًا واسعًا للإشارة إلى تفكك الدولة العثمانية في عام 1918. كتب إيلياكيم وروبرت ليتيل في عام 1903: «إذا كان لتركيا حق في الوجود -وكانت القوى مدفوعة للتأكيد على تمتعها بهذا الحق- فهي تمتلك حقًا مماثلًا للدفاع عن نفسها ضد كل المحاولات الرامية إلى تعريض وجودها السياسي للخطر». في كثير من الحالات، لا يمكن أن يكون حق الأمة في الوجود مشكوكًا فيه، وبالتالي لا يمكن إثباته

## أمثلة

### أرمينيا
أصبح حق وجود أرمينيا يُعرف باسم المسألة الأرمنية خلال مؤتمر برلين في عام 1878، وطولب به مرة أخرى خلال الإبادة الجماعية للأرمن في الحرب العالمية الأولى.

### أمة الباسك
وفقًا للقوميين الباسك «يوزكادي Euzkadi (اسم البلد باللغة الباسكية) هو بلد الباسك الذي يتمتع بحق الوجود بشكل مستقل كأمة مثل بولندا أو أيرلندا. الباسك شعب عريق جدًا...».

### الشيشان
استُخدمت عبارة «الحق في الوجود» أيضًا للإشارة إلى حق الشيشان (من وجهة نظر المؤيدين) في إقامة دولة مستقلة عن روسيا.

### إسرائيل
في عام 1922، أقرت عصبة الأمم بشكل رسمي الانتداب البريطاني على فلسطين، عندما كان اليهود يشكلون 11% من السكان. كانت الأرض الواقعة غرب نهر الأردن تحت الإدارة البريطانية المباشرة حتى عام 1948، بينما كانت الأرض الواقعة شرق الأردن منطقة تتمتع بحكم شبه ذاتي وتعرف باسم إمارة شرق الأردن، وحصلت على الاستقلال في عام 1946. في الفترة 1936-1939 كانت هناك انتفاضة وطنية قام بها العرب الفلسطينيون ضد الحكم الاستعماري البريطاني والهجرة الجماعية اليهودية إلى فلسطين. في عام 1947، نص قرار الجمعية العامة للأمم المتحدة على إنشاء «دولة عربية» و«دولة يهودية» في فلسطين ضمن خطة الأمم المتحدة لتقسيم فلسطين. وصف البروفيسور جوزيف مسعد ذلك بأنه «اقتراح غير ملزم إذ لم يصدّق عليه مجلس الأمن أو يعتمده، وبالتالي لم يكتسب أي مكانة قانونية، كما تتطلب لوائح الأمم المتحدة». وافقت الوكالة اليهودية -سلف الحكومة الإسرائيلية- على الخطة، لكن الفلسطينيين رفضوها واندلع القتال. بعد إعلان إسرائيل الاستقلال من جانب واحد في 14 أيار 1948، صعّد الدعم من الدول العربية المجاورة الحرب الأهلية في الفترة 1947-1948 في فلسطين المنتدبة إلى الحرب العربية الإسرائيلية عام 1948. لا يزال الوضع القانوني والإقليمي لإسرائيل وفلسطين موضع خلاف حادّ في المنطقة وداخل المجتمع الدولي.
وفقًا لإيلان بابي، كان الاعتراف العربي بحق إسرائيل في الوجود جزءًا من خطة سلام فولك برنادوت لعام 1948. قدّمت الدول العربية ذلك سببًا لرفضها الخطة. في الخمسينيات من القرن العشرين، استشهد النائب البريطاني هربرت موريسون بالزعيم المصري آنذاك عبد الناصر قائلًا: «إسرائيل دولة مصطنعة يجب أن تختفي». وُصفت القضية بأنها القضية المركزية بين إسرائيل والعرب.
بعد حرب يونيو 1967، صرح المتحدث المصري محمد ح. الزيات بأن القاهرة وافقت على حق إسرائيل في الوجود منذ توقيع الهدنة المصرية الإسرائيلية في عام 1949. وأضاف أن هذا لا يعني الاعتراف بإسرائيل. في سبتمبر، تبنى القادة العرب موقفًا متشددًا من خلال «اللاءات الثلاثة» في قرار الخرطوم: لا سلام مع إسرائيل، ولا اعتراف بإسرائيل، ولا مفاوضات مع إسرائيل. لكن في نوفمبر، قبلت مصر قرار مجلس الأمن التابع للأمم المتحدة رقم 242، الذي تضمن القبول بحق إسرائيل في الوجود. في الوقت نفسه، حثّ الرئيس جمال عبد الناصر ياسر عرفات والزعماء الفلسطينيين الآخرين على رفض القرار. قال: «يجب أن تكونوا ذراعنا غير المسؤولة». وأقر الملك حسين ملك الأردن بأن إسرائيل لديها الحق في الوجود في هذا الوقت. في هذه الأثناء، رفضت سوريا القرار 242، قائلة إنه «يشير إلى حق إسرائيل في الوجود ويتجاهل حق اللاجئين [الفلسطينيين] في العودة إلى ديارهم».
عند توليه رئاسة الوزراء في عام 1977، تحدث مناحيم بيجن على النحو التالي: «حقنا في الوجود–هل سمعتم قطّ عن شيء من هذا القبيل؟ هل يخطر في بال أي بريطاني أو فرنسي أو بلجيكي أو هولندي أو مجري أو بلغاري أو روسي أو أمريكي، أن يطلب اعترافًا بحق شعبه في الوجود؟ .... السيد الرئيس: من كنيست إسرائيل، أنا أقول للعالم، إن وجودنا بحد ذاته هو حقنا في الوجود!».
وذكرت صحيفة فاينانشال تايمز، في عام 1988 أعلن ياسر عرفات أن الفلسطينيين قبلوا بحق إسرائيل في الوجود. في عام 1993، كان هناك تبادل رسمي للرسائل بين رئيس الوزراء الإسرائيلي إسحاق رابين والرئيس عرفات، أعلن فيها عرفات أن «منظمة التحرير الفلسطينية تؤكد أن تلك المواد في الميثاق الفلسطيني التي تنكر حق إسرائيل في الوجود، وأحكام الميثاق التي تتعارض مع التزامات هذه الرسالة أصبحت الآن عديمة الأثر ولم تعد صالحة». في عام 2009، طالب رئيس الوزراء إيهود أولمرت بقبول السلطة الفلسطينية حق إسرائيل في الوجود كدولة يهودية، وهو ما رفضته السلطة الفلسطينية. أعطى الكنيست بكامل هيئته موافقة مبدئية في مايو 2009 على مشروع قانون يجرّم الإنكار العلني لحق إسرائيل في الوجود كدولة يهودية، مع عقوبة تصل إلى عام في السجن.
في عام 2011، كتب سفير السلطة الفلسطينية في الهند، عدلي صادق، في الصحيفة اليومية الرسمية للسلطة الفلسطينية: «إنهم [الإسرائيليين] يخدعون أنفسهم بخطأ شائع أو اعتقاد خاطئ ويفترضون أن فتح تقبلهم وتعترف بحق دولتهم في الوجود وأن حماس وحدها هي التي تكرههم ولا تعترف بحق هذه الدولة في الوجود. إنهم يتجاهلون حقيقة أن هذه الدولة، القائمة على مشروع [صهيوني] ملفّق، لم يكن لديها أي حق في الوجود». في جزء آخر من المقال، شرح سفير السلطة الفلسطينية ذلك بوضوح: «لا يوجد فلسطينيان يختلفان حول حقيقة وجود إسرائيل، والاعتراف بها يعيد شرح ما هو واضح. لكن الاعتراف بحقها في الوجود شيء آخر، يختلف عن الاعتراف بوجودها [المادي]».
في عام 2011، قال الرئيس الفلسطيني محمود عباس في خطاب أمام البرلمان الهولندي إن الشعب الفلسطيني يعترف بحق إسرائيل في الوجود ويأمل في أن ترد الحكومة الإسرائيلية من خلال «الاعتراف بالدولة الفلسطينية على حدود الأرض التي احتلتها عام 1967».
في عام 2013، شدّد رئيس وزراء حماس إسماعيل هنية على أن العرب الفلسطينيين ككل لن يعترفوا بإسرائيل أبدًا: «لقد خضنا حربين... لكن الفلسطينيين لم يعترفوا بإسرائيل ولن يعترفوا بها».
قال جون ف. ويتبيك إن إصرار إسرائيل على حقها في الوجود يجبر الفلسطينيين على تقديم مبرر أخلاقي لمعاناتهم. ناقش نعوم تشومسكي بأنه ليس لأي دولة الحق في الوجود، وأن هذا المفهوم ابتُكر في سبعينيات القرن العشرين، وأن حق إسرائيل في الوجود لا يمكن أن يقبله الفلسطينيون.
لاحظ باحث القانون الدولي أنتوني كارتي في عام 2013 أن «السؤال ما إذا كان لإسرائيل حق قانوني في الوجود قد يبدو واحدًا من أكثر الأسئلة المشحونة عاطفيًا في مفردات القانون والسياسة الدولية. إنه يثير على الفور خطاب 'الإبادة' بحق العديد من السياسيين والأيديولوجيين العرب والمسلمين، لا سيّما الرئيس الحالي لإيران».